# Ацетилацетонат никеля(II)
Ацетилацетона́т ни́келя(II) — хелатное соединение никеля и ацетилацетона
с формулой Ni(C5H7O2)2,
зелёные кристаллы.

## Физические свойства
Ацетилацетонат никеля(II) образует зелёные кристаллы ромбической сингонии, пространственная группа P ca21, параметры ячейки a = 2,323 нм, b = 0,964 нм, c = 1,565 нм, Z = 12.
Кристаллы состоят из тримеров [Ni(C5H7O2)2]3.
Возгоняется при нагревании в вакууме.
Образует кристаллогидраты состава Ni(C5H7O2)2·n H2O, где n = 2 и 3
 — бирюзовые кристаллы.

## Применение
- Катализатор в органическом синтезе.